# Doireann Ní Bhriain
Doireann Ní Bhriain (Dublín, República de Irlanda, 1952) es una presentadora de radio irlandesa. Fue la presentadora dal Festival de la Canción de Eurovisión 1981 que se realizó en Dublín.
Comenzó su carrera como periodista de radio y televisión, and started out reading children's stories on television. From those beginnings, she went on to work for RTÉ for over 20 years before moving on in 1993.  She is best known for her work and affiliation with RTÉ Radio 1.